# Liste der Biografien/Fiss
Liste der Biografien |
Portal Biografien |
Personensuche
# |
A |
B |
C |
D |
E |
F |
G |
H |
I |
J |
K |
L |
M |
N |
O |
P |
Q |
R |
S |
T |
U |
V |
W |
X |
Y |
Z |
?
 
Fa |
Fe |
Ff |
Fh |
Fi |
Fj |
Fk |
Fl |
Fm |
Fn |
Fo |
Fr |
Ft |
Fu |
Fy
 
Fia |
Fib |
Fic |
Fid |
Fie |
Fif |
Fig |
Fih |
Fii |
Fij |
Fik |
Fil |
Fim |
Fin |
Fio |
Fip |
Fiq |
Fir |
Fis |
Fit |
Fiu |
Fiv |
Fix |
Fiz
 
Fisa |
Fisb |
Fisc |
Fise |
Fish |
Fisi |
Fisk |
Fisl |
Fism |
Fiso |
Fisq |
Fiss |
Fist |
Fisu |
Fisz
Die Liste der Biografien führt alle Personen auf, die in der deutschsprachigen Wikipedia einen Artikel haben. Dieses ist eine Teilliste mit 25 Einträgen von Personen, deren Namen mit den Buchstaben „Fiss“ beginnt.

## Fiss
- Fiß, Daniel (* 1992), deutscher Grafikdesigner und neurechter Aktivist
- Fiß, Enrique (* 1993), deutscher Schauspieler

### Fissb
- Fissbeck, Hermann (1902–1974), deutscher Politiker (SPD)

### Fisse
- Fisseha Mebrahtu, Yirgalem (* 1981), eritreische Lyrikerin, Schriftstellerin und Journalistin
- Fissehatsion, Aster (* 1951), eritreische Politikerin
- Fissenewert, Peter (* 1961), deutscher RechtswissenschaftlerPeter Fissenewert (* 1961)

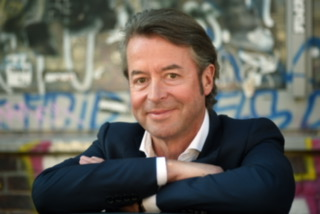
Peter Fissenewert (* 1961)

- Fisseni, Hermann-Josef (1932–2010), deutscher Psychologe
- Fissenko, Michail Alexandrowitsch (* 1990), russischer Eishockeyspieler
- Fisser, Christoph (* 1960), deutscher Filmproduzent und Vorstand der Studio Babelsberg AG
- Fisser, Johann-Volkmar (1893–1940), deutscher Offizier und Flugzeugführer in der Luftwaffe der Wehrmacht
- Fissette, Wim (* 1980), belgischer Tennisspieler und -trainer
- Fisseux, Émile (* 1868), französischer Bogenschütze
- Fisseux, Franck (* 1985), französischer Bogenschütze

### Fissl
- Fissler, Friedrich (1875–1964), Schweizer Architekt
- Fissler, George (1906–1975), US-amerikanischer Schwimmer
- Fissler, Harald (1925–2013), deutscher Unternehmer
- Fißler, Reinhard (1949–2016), deutscher Rocksänger und Gitarrist
- Fisslthaler, Georg (1786–1845), Verwalter der gräflichen Güter von Aurolzmünster im oberösterreichischen Innviertel
- Fisslthaler, Karin (* 1981), bildende Künstlerin, Filmemacherin und Musikerin
- Fisslthaler, Karl (1846–1921), österreichischer Politiker; Abgeordneter zum Abgeordnetenhaus

### Fissm
- Fissmann, Karina (* 1987), deutsche Politikerin (SPD), MdL
- Fissmer, Alfred (1878–1966), deutscher Kommunalpolitiker

### Fissn
- Fissneider, Lisa (* 1994), italienische Schwimmerin (Südtirol)

### Fisso
- Fissore, Enrico (* 1939), italienischer Opernsänger
- Fissot, Henri (1843–1896), französischer Pianist, Organist und Komponist